# Ajia Marina Skiluras
Ajia Marina Skiluras (gr. Αγία Μαρίνα Σκυλλούρας , tur. Gürpınar) – wieś na Cyprze, w dystrykcie Nikozja, około 24 km na zachód od Nikozji. Zamieszkana niegdyś jedynie przez Maronitów. Od 1974 w granicach samozwańczej republiki Cypru Północnego.
Przed inwazją turecką w 1974, było około 700 mieszkańców. Wieś jest od 1974 roku  wykorzystywana jako obóz wojskowy przez wojska tureckie i maroniccy mieszkańcy nie mogą korzystać ze swoich domów i nieruchomości. Ludzie z wioski nie zostali dotąd dopuszczeni do zamieszkania w Ajia Marina Skiluras.